# Goniagnathus agenor
Goniagnathus agenor är en insektsart som beskrevs av Rauno E. Linnavuori 1978. Goniagnathus agenor ingår i släktet Goniagnathus och familjen dvärgstritar. Inga underarter finns listade i Catalogue of Life.